# Catamito

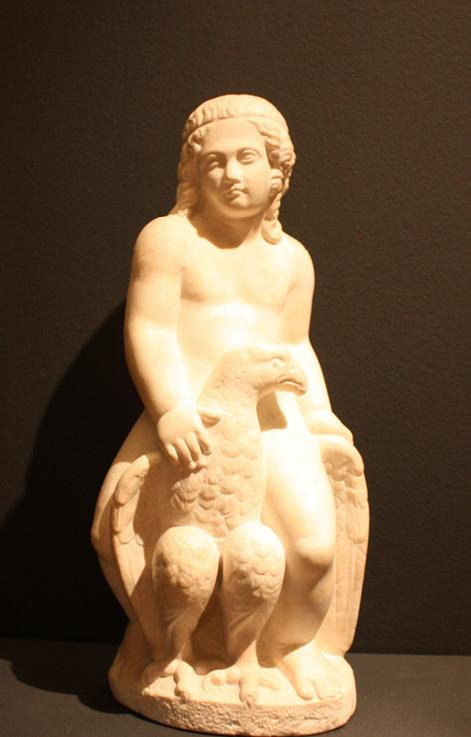
Ganimede nella sua versione romana di puer delicatus.

Nel mondo antico, un catamito (in latino catamītus) era un ragazzo che, raggiunta l'età della pubertà, diventava compagno intimo di un giovane uomo nell'antica Grecia e nell'antica Roma, solitamente all'interno di un rapporto implicante anche la pederastia. Il termine catamito era usato anche come insulto quando veniva diretto contro un adulto, col significato di «omosessuale passivo».
In inglese, il termine catamite modernamente si riferisce a un ragazzo o un giovane che assume il ruolo di partner sessuale passivo-ricettivo in un rapporto di sesso anale con un uomo.
In genere era però un termine d'affetto e indicava letteralmente il nome di Ganimede. La parola deriva difatti dal nome proprio Catamitus, la forma latinizzata di Ganimede, il bellissimo adolescente principe dei troiani rapito da Zeus per farne il proprio compagno, oltre che coppiere degli dèi olimpi. La forma Catmite della lingua etrusca derivava da una forma alternativa greca del nome Ganymedes.

## Riferimenti nella letteratura

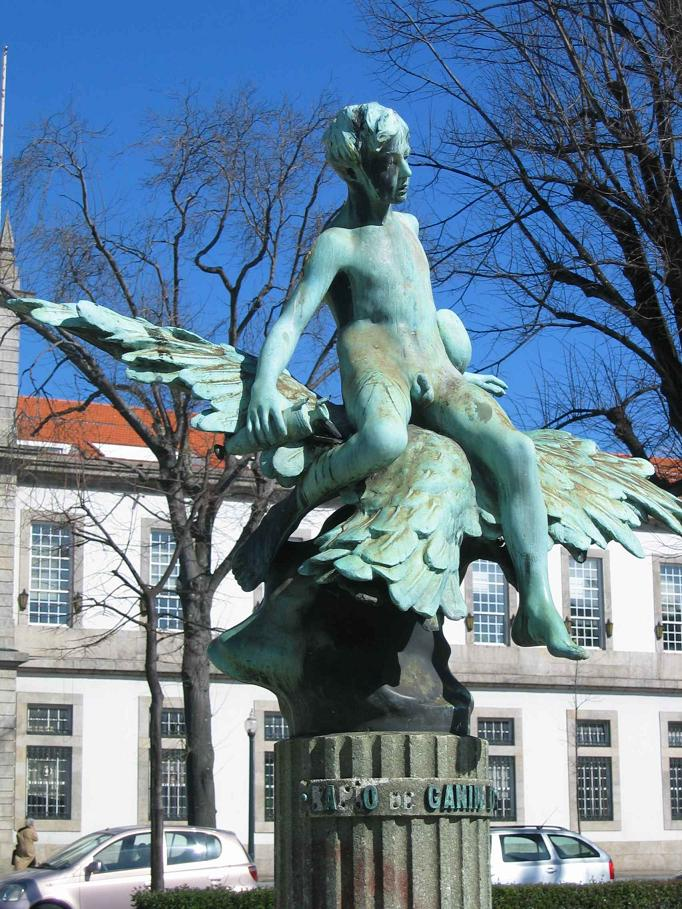
Il ratto di Ganimede (1910) a Porto.

Platone nel suo dialogo Gorgia (a 494d) fa usare a Socrate il termine in una conversazione con Callicle.
La parola appare ampiamente, seppur non con estrema frequenza, nella letteratura latina antica da Plauto fino ad Ausonio; a volte è sinonimo di "puer delicatus" (fanciullo delicato). Cicerone usa invece il termine come un insulto; col tempo è divenuto un termine generico per indicare un ragazzo effeminato ed estremamente curato che pratica la prostituzione maschile o che viene in ogni caso usato per scopi sessuali.
Nel manuale sessuale arabo Il giardino profumato vi è un intero capitolo dedicato ai catamiti; i numerosi riferimenti a essi durante l'apogeo della letteratura erotica mediorientale indicano che dai secoli X e XI, costituivano una forma di raffinatezza sessuale tra le alte classi della società islamica.
James Joyce fa meditare la parola a Stephen Dedalus in Ulisse quando si parla delle accuse rivolte a William Shakespeare riguardanti la possibilità che potesse essere stato un pederasta.
C. S. Lewis nella sua autobiografia parziale intitolata Sorpreso dalla gioia descrive i ruoli sociali vigenti durante il tempo della propria permanenza al Malvern College: tra gli altri vi era anche compreso il ruolo di tart, ossia «un bel ragazzino dall'aspetto effeminato che funge da catamito per uno o più dei suoi compagni più anziani», osservando oltretutto che la pederastia non è mai stata seriamente disapprovata in quel tipo di istituzione scolastica (era disapprovato di più girare con il cappotto sbottonato).
Anthony Burgess nel romanzo Gli strumenti delle tenebre usa il vocabolo catamite nell'incipit in lingua originale inglese: «It was the afternoon of my eighty-first birthday, and I was in bed with my catamite when Ali announced that the archbishop had come to see me», così tradotto in italiano da Liana Burgess: «Era il pomeriggio del mio ottantunesimo compleanno ed ero a letto con il mio amasio quando Alì mi annunciò la visita dell'Arcivescovo».
Nel paesaggio postapocalittico del suo romanzo La strada, Cormac McCarthy fa descrivere al narratore una banda di predoni inquadrati in una sorta di esercito in movimento a piedi con «le donne, forse una dozzina, alcune incinte, e infine, di scorta, un gruppetto di catamiti».